# Нургалієв Рашид Гумарович
Рашид Гумарович Нургалієв (тат. Рәшіт Гомәр Ули Нургалієв; нар. 8 жовтня 1956 року, Житікара, Казахська РСР)  — російський державний діяч. Заступник секретаря Ради Безпеки РФ з 22 травня 2012 року.
Міністр внутрішніх справ РФ (з 9 березня 2004 — 21 травня 2012 року).

## Життєпис
Народився в сім'ї співробітників органів внутрішніх справ: батько — Гумар, 1928 р.н., працював начальником «четвертої туберкульозної» колонії УМ 220/4, яка знаходиться в карельському селищі Верхнє, полковник внутрішньої служби у відставці. Мати, Шадія, померла 1998 року. Брат Радик, 1955 року народження, служив до 42 років.
1974 — закінчив середню школу карельського селища Надвоїці. Тоді ж вступив до Петрозаводського державного університету, який закінчив 1979-го. Навчався на військовій кафедрі при університеті.
З 1979 року по 1981 рік працював вчителем фізики в школі карельського селища Надвоїці.
З 1981 року — на службі в КДБ. Працював в КДБ Карельської АРСР на посадах оперуповноваженого Калевальского районного відділення КДБ, оперуповноваженого Костомукшского міського відділу КДБ, начальника Медвежьегорський районного відділення КДБ, начальника відділу по боротьбі з тероризмом ФСК Росії Республіки Карелія.
1992—1994 — начальником Нургалієва був міністр безпеки Карелії Патрушев, який згодом став директором ФСБ Росії.
З 1995 року проходив службу в центральному апараті Федеральної служби контррозвідки РФ, а потім Федеральної служби безпеки РФ: головний інспектор Організаційно-інспекторського управління, начальником відділу в Управлінні власної безпеки ФСБ Росії.
З 1998 року — начальник відділу в Головному контрольному управлінні Президента РФ.
1999 — повернувся до ФСБ, призначений начальником Управління по боротьбі з контрабандою та незаконним обігом наркотиків Департаменту економічної безпеки ФСБ Росії. З 2000 року — заступник Директора ФСБ Росії — начальник Інспекторського управління ФСБ Росії.
У серпні 2002 року переведений в МВС РФ першим заступником Міністра внутрішніх справ — начальника Служби кримінальної міліції МВС Росії. На цій посаді курирував боротьбу з наркобізнесом та організованою злочинністю. За підтримки Нургалієва в 2003 році в рамках ГУБОЗу був утворений центр по боротьбі з тероризмом.
З 31 грудня 2003 року, після відставки Гризлова — в.о. Міністра внутрішніх справ РФ. 9 березня 2004 року призначений на посаду Міністра внутрішніх справ РФ.
2004 — опублікував свою книгу «Міністерство внутрішніх справ. 1902—2002: Історичний нарис». Генерал армії з 27 грудня 2005 року.
З лютого 2006 року за посадою є членом і заступником голови Національного антитерористичного комітету РФ.
У період до 1 березня 2011 року під керівництвом Нургалієва сталася одна з найбільших реформ відомства починаючи з 1917 року — міліція змінила назву і стала називатися поліцією.
21 травня 2012 року Путін призначив міністра внутрішніх справ. Ним став колишній начальник ГУ МВС РФ по Москві Володимир Колокольцев.
З 22 травня 2012 року — заступник Секретаря Ради Безпеки РФ.
7 червня 2017 року Петрозаводськом міською Радою присвоєно звання «Почесний громадянин міста Петрозаводська».
Є кандидатом економічних наук (тема дисертації — «Економічні аспекти формування підприємництва в сучасній Росії»).

## Особисте життя
Одружений, дружина Маргарита. Виховав двох синів, обидва стали офіцерами. Старший син Максим закінчив військову академію в Москві, молодший Рашид — Академію ФСБ Росії.
Своїм улюбленим містом Нургалієв називає Петрозаводськ. З дитинства захоплюється хокеєм. 
У 2006 році стверджував в інтерв'ю, що є вегетаріанцем і в харчуванні намагається обходитися «горіхами, зеленню, овочами і фруктами».

## Санкції
Через війну на Донбасі, та безпосередню підтримку бойових дій 25 липня 2014 року Нургалієва внесено до списку санкцій Євросоюзу, оскільки він "брав участь у формуванні політики російського уряду, що загрожує територіальній цілісності, суверенітету і незалежності України".
З 6 квітня 2022 року через вторгнення Росії в Україну перебуває під персональними санкціями США. 
З 10 травня 2022 року - під санкціями Японії.
З 7 вересня 2022 року перебуває під санкціями України.
З 29 вересня 2022 року перебуває під санкціями Швейцарії
Також перебуває у санкційних списках Великої Британії, Канади, Австралії, та Нової Зеландії.

## Нагороди
- Орден «За заслуги перед Вітчизною» II ступеня (2012)
- Орден «За заслуги перед Вітчизною» III ступеня
- Орден «За заслуги перед Вітчизною» IV ступеня
- Орден «За військові заслуги»
- орден Пошани
- Медаль «В пам'ять 1000-річчя Казані»
- Медаль «За заслуги в проведенні Всеросійської перепису населення»
- Медаль «В пам'ять 300-річчя Санкт-Петербурга»
- Ювілейна медаль «100 років Транссибірської магістралі»
- Медаль «За відзнаку у військовій службі»
- Ювілейна медаль "70 років Збройних Сил СРСР
- Медаль «За бездоганну службу» I ступеня
- Медаль «200 років Міністерству оборони»
- Медаль «За зміцнення бойової співдружності»
- Медаль «200 років МВС Росії» (МВС Росії)
- Медаль «За військову доблесть» (МВС)
- Орден святого благовірного великого князя Димитрія Донського I ступеня (2005, РПЦ)
- Орден Ахмата Кадирова (2006, Чеченська Республіка)
- Почесний громадянин Республіки Карелія
- Премія імені Юрія Андропова.
- Почесний громадянин міста Петрозаводська (2017)